# AAPT Championships 2002
L'AAPT Championships 2002 è stato un torneo di tennis giocato sul cemento.
È stata la 26ª edizione del Torneo di Adelaide,
che fa parte della categoria International Series nell'ambito dell'ATP Tour 2002.
Si è giocato ad Adelaide in Australia dal 31 dicembre 2001 al 7 gennaio 2002.

## Campioni

### Singolare
Tim Henman ha battuto in finale  Mark Philippoussis con il punteggio di 6–4, 6(6)–7 , 6–3.

### Doppio
Wayne Black /  Kevin Ullyett hanno battuto in finale  Bob Bryan /  Mike Bryan con il punteggio di 7–5, 6–2.